# Roggel en Neer
Roggel en Neer  è un ex-comune olandese abitanti situato nella provincia del Limburgo. Formato nel 1991 dalla fusione di Roggel e Neer, nel 2007 è andato a formare il nuovo comune di Leudal insieme a Heythuysen, Haelen e Hunsel.